# Kloster Pyrn
Das Kloster Pyrn war ein fränkisches Zisterzienserinnenkloster im Fürstentum Achaia in der heutigen Präfektur Lakonien in der Nähe von Monemvasia auf dem Peloponnes in Griechenland.

## Geschichte
Die Existenz des Klosters ist nur durch einen einzigen erhaltenen Brief in den Quellen dokumentiert. 1252 schrieb Papst Innozenz IV. wegen Margaret de Toucy, einer sehr junge Konventualin des Klosters Pryn, an den Bischof von Monemvasia. Margaret hatte den Papst gebeten, den Konvent verlassen zu dürfen und von ihren Schwüren entbunden zu werden, da sie Leonard de Veroli, den Kanzler des Fürstentums Achaia, heiraten wollte. Der Papst entsprach Margarets Bitte und genehmigte ihren Austritt und die Vermählung mit Leonard, die daraufhin stattfand.
Margaret von Toucy gehörte zu einer der vornehmsten Familien der fränkischen Kreuzfahrerstaaten der Ägäis. Ihr Vater, Narjot de Toucy, war Regent des Lateinischen Kaiserreichs, ihr Bruder Philippe de Toucy wurde ebenfalls Regent, eine Schwester heiratete Wilhelm II. von Villehardouin.
Da der Bischof von Monemvasia mit Margarets Fall betraut war, muss das Kloster Pyrn in dessen Bistum gelegen haben und kann nach der Eroberung Monemvasias durch die Franken 1248 gegründet worden sein. Allerdings befand sich das Umland der Stadt schon seit 1223 in fränkischer Hand. Daher ist es möglich, dass sich das Kloster Pyrn in Prinikos bzw. Pirnikos befand, einem Gebiet nahe Monemvasias, wo sich laut einer Auflistung des Metropoliten von Monemvasia 1301 ein griechisches Kloster befand, das dem Nonnenkloster gefolgt sein könnte, nachdem die Franken 1263 Stadt und Umland verloren haben. Für eine frühe Gründung des Klosters spricht die Angabe in Innozenz’ Brief, dass Margaret als junges Mädchen in das Kloster eingetreten war. Da sie sich zum Zeitpunkt des Austritts aus dem Konvent in heiratsfähigem Alter befand und der Papst von einem mehrjährigen Aufenthalt im Kloster sprach, ist das frühere Gründungsdatum für Pyrn wahrscheinlicher.